# Еразъм Ротердамски
Еразъм Ротердамски (на латински: Desiderius Erasmus Roterodamus) е виден мислител, философ, хуманист, теолог и филолог от епохата на религиозните борби между римокатолицизма и зараждащото се протестантство. Една от най-космополитните личности в световната история, той отказва да бъде определян по националност. Смята за свой роден език латинския.

## Биография
Еразъм Ротердамски е незаконно роден син на католически свещеник. Детството и ранната си младост прекарва в родния си град, след това в Девентер учи латински и старогръцки език. Постъпва в августински манастир, където през 1488 г. е подстриган за монах, а четири години по-късно е ръкоположен за свещеник. През 1495 – 1499 г. учи в теологическия факултет на Парижкия университет, тогава един от центровете на схоластиката. След това, през различни периоди от живота си живее и работи във Франция, Англия, Германия, Италия и Швейцария. Важен за живота му е престоят му в Лондон, където завързва тесни приятелски отношения с Томас Мор и където през 1515 г. получава титлата кралски съветник. Няколко години Еразъм е професор по старогръцки език в университета в Кембридж.
И в живота, и в творчеството си Еразъм е чужд на характерните за онази епоха крайности на протестантската Реформация и католическия фанатизъм. Приживе това му създава доста неприятности. Така например през 1521 г. е принуден да избяга от Лувен, спасявайки се от гнева на лувенските католици. През 1528 г. отново трябва да бяга, този път от Базел и от фанатизма на лутераните. В същото време Еразъм се радва на опеката на могъщи покровители, като английския крал Хенри VIII и испанския крал и император на Свещената римска империя Карл V, което му помага да избегне по-сериозни преследвания. Но не е само това, Еразъм не се стреми към мъченичество – във време, когато Ян Хус и Джироламо Савонарола са изгорени на кладата от католическата църква, а Мигел Сервет – от Жан Калвин; Томас Мюнцер е разкъсан с нажежени клещи, Томас Мор е обезглавен, Улрих Цвингли пребит с боздуган – Еразъм, вместо ореола на мъченик, предпочита да пътува от място на място и методично да работи.

## Творчество
Еразъм Ротердамски е автор на многобройни съчинения в различни области – педагогика, теология, етика, филология, притчи, диалози, на прочутите „Adagia“ – сборник с цитати на антични автори и коментари към тях, на сатирични и полемични творби. Много важна част е епистоларното му творчество – за мнозина от неговите съвременници е било въпрос на чест да водят лична кореспонденция с него. Именно в писмата са разкрити и много от възгледите му. Трябва да се отбележи, че Еразъм доста гъвкаво борави със стила. Неговите научни съчинения са педантично точни и безпристрастни, сатирата му е остра и жлъчна, полемичните творби въпреки своята категоричност, имат доброжелателен тон.

## Филология
Еразъм е един от малкото хора от своята епоха, познаващи в дълбочина старогръцкия език. Тези си познания той използва при тълкуването на Новия завет и творбите на Църковните отци, като работи с текстовете в оригинал – нещо, което са можели малцина негови съвременници. С името на Еразъм е свързана и приетото днес произношение на старогръцкия език, т. нар. Еразмово произношение, което поправя произношението на някои букви и дифтонги във византийската традиция. Инициира първото печатно издание на Новия завет на старогръцки (1516 г.). Осъществява нови преводи на латински и немски език на библейските текстове, като внася редица поправки и посочва известните разночетения.

## Теология и философия
Преките теологични разработки на Еразъм са пряко свързани с филологическата дейност. Еразъм дава основата за критическото разбиране на библейските текстове, което е в основата на цялото съвременно библейско богословие. Той има и редица полемични творби и фрагменти от такива, в които се спира не само на определени теологични теми, но и на самата методология на богословието. Определен от Стефан Цвайг като „най-нефанатичният от всички хора“, Еразъм е еднакво чужд както на схоластиката, така и на новостите на протестантството, което обвинява в прекалена идейна революционност; както на католическия, така и на протестантския догматизъм от неговото време. Трактатът „За свободната воля“ е остра критика срещу Мартин Лутер, неговите богословски възгледи и църковните реформи, породени от тях.
Основният недъг на света той вижда във всяка форма на нетърпимост към чуждите схващания и смята че всеки човешки конфликт може и трябва да бъде разрешен по мирен начин. Привърженик е на „световния мир“, който единствен може да осигури нормални условия за творчество.
Смята се за родоначалник и идеен вдъхновител на християнския хуманизъм и пацифизъм.

## „Възхвала на глупостта“
Това е най-известното произведение на Еразъм. Представлява блестяща сатира, написана под формата на писмо до неговия приятел Томас Мор. Беседата се води от първо лице, от името на Stultitia – Moria (Глупостта), която превъзнася себе си. Творбата е отпечатана за първи път в Париж през 1509 година и се радва на такъв успех, че приживе на Еразъм е преиздавана 40 пъти. Тонът на произведението е абсолютно сериозен (иронията е в смисъла, а не в стила) – Глупостта съвсем рационално привежда доказателства за своето величие от различни области на човешкия бит и познание. Всъщност Еразъм пародира именно глупостта и невежеството в тези сфери, като не се ограничава с еднозначна критика – на еднакво осмиване са подложени и установените порядки в обществото, и борците за нови порядки, църковното и светското начало, индивидуализмът и колективният дух.